# 回锅肉

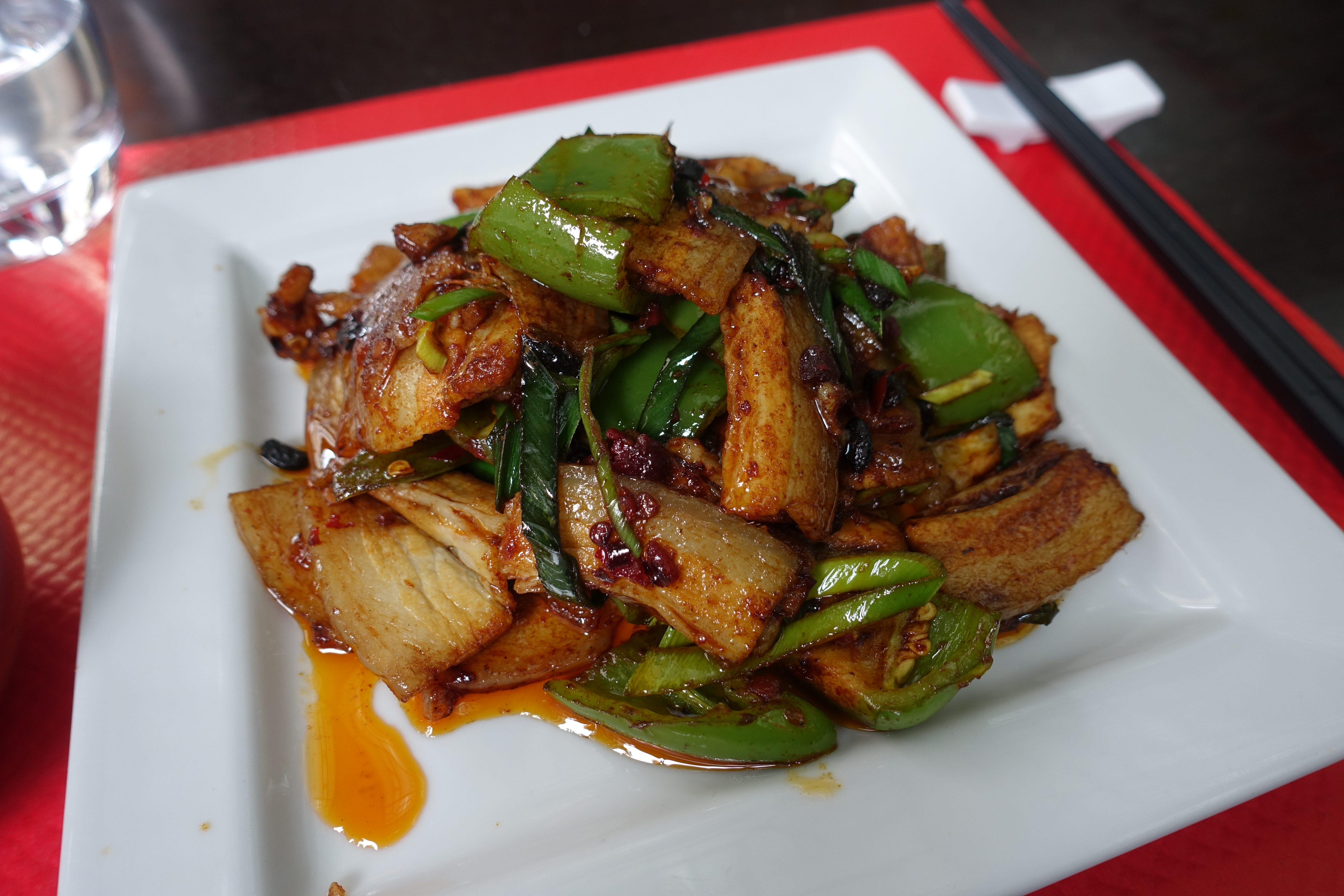
中國的回锅肉

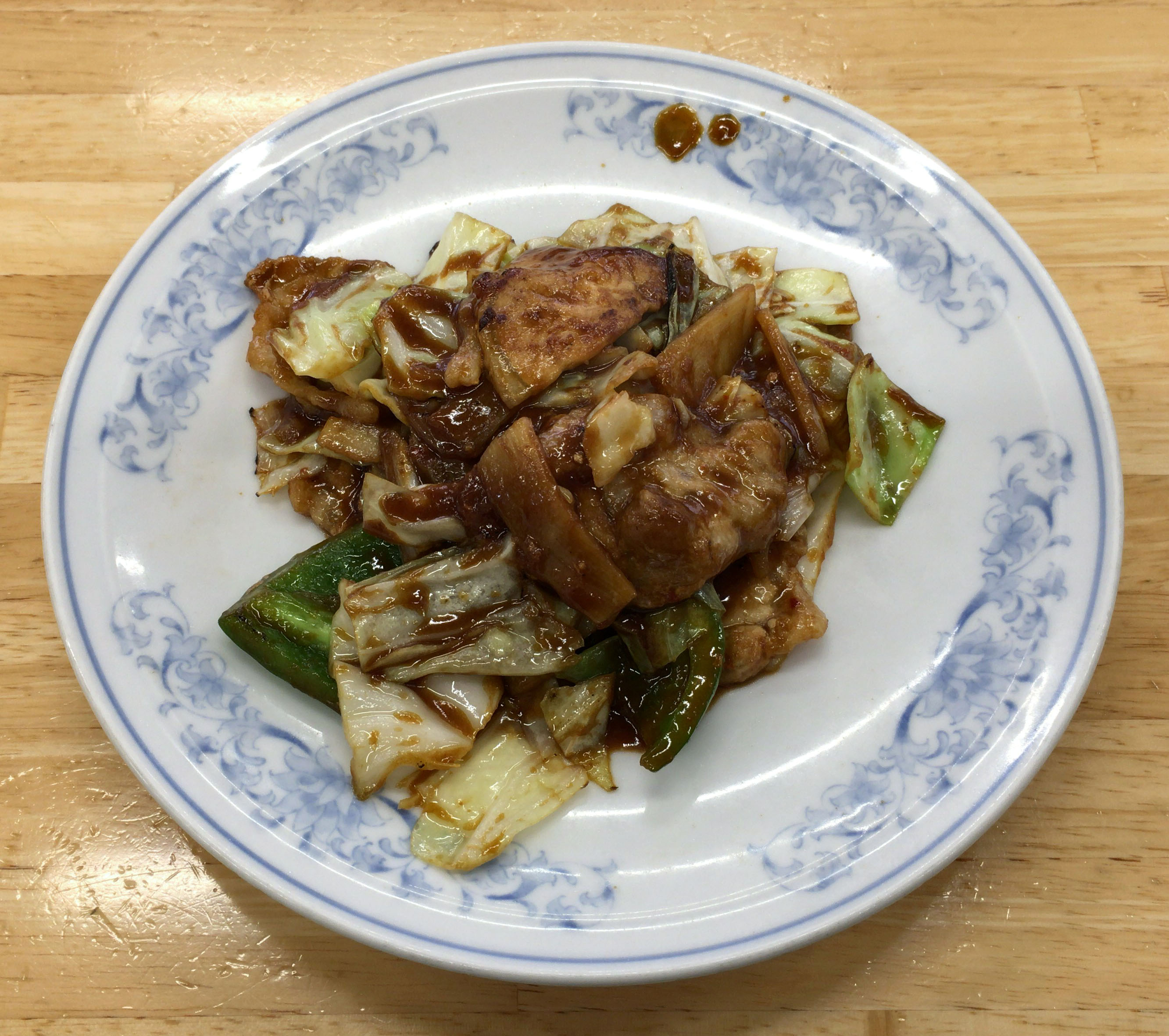
日本的回鍋肉

回锅肉，川西地区称之为熬锅肉，是中國川菜中一種烹調豬肉的传统菜式。
回鍋肉的做法非常多樣，即使是在發源地四川也有各種不同的版本，另外，這道菜在美國、日本和韓國也發展出獨特的口味。

## 名稱
所谓「回」锅，就是「再次烹调」的意思，第一次要用水鍋把豬肉給煮熟，第二次再和蔬菜一起炒才算完成。

## 歷史
四川人傳統上於每個月初一和十五打牙祭時，會以煮熟的刀头作為祭品，必须采用杀猪在分割整猪的第一刀和第二刀切下来的肉，过水焯得半生不熟，又称酢肉，此处为传统整猪分割法，采用五花肉是因为古时没有养猪且买不起最贵的刀头的穷人，在祭祀完成後便把肉炒熟食用。這道菜後來傳到其它地方，所以就流行开來。

## 常用材料
中式的會採用蒜苗和青椒當配菜，不正宗但想追求健康的還可以再加上洋葱、韭菜、彩椒等蔬菜，完成後口味鹹鮮、色泽油亮，十分下飯。
日式的只採用捲心菜當做配菜，比起豆瓣醬和乾辣椒粉，反而用甜麵醬較多，辣度也大幅降低，甚至没有辣味。
回鍋肉的主料是豬肉，今日較流行五花肉，必须采用猪腿肉、后腿肉或二刀肉或者叫坐墩儿肉，以肥瘦各占50%带皮最佳。辅料則根据不同季节选用，主要有青蒜苗、青椒、芹菜、泡生姜、蒜薹、卷心菜、大白菜，调料用郫县豆瓣、豆豉、选配醪糟、白砂糖、酱油、花椒、花椒油、乾辣椒麵以及菜籽油或者猪油。

## 其他
雖然四川的成華豬能夠做出最正宗的回鍋肉，由於中國於1960年代开始，引美国的杜洛克、長白豬，以及原产于英国的约克夏猪3個豬種，豬膘太薄，二刀肉太瘦，且肉质粗糙。用外来猪种五花肉太油腻，不適合做回鍋肉，但其生长得快、瘦肉率高的優點，導致成華豬無人問津而瀕臨絕種。

## 健康問題
與大多川菜一樣，回鍋肉存在鈉含量過高的問題。在回鍋肉通常的製作過程中，煮肉時已須加入食鹽，烹調過程中又須加入郫縣豆瓣等高鈉調味料，長期食用有鈉攝入過多的風險。在烹煮過程中，如烹飪技術欠佳，極易造成肉片炒焦而產生致癌物質。

## 延伸閲讀
- 川藏黑猪
- 回锅油
- 拆骨肉